# Plagiostachys odorata
Plagiostachys odorata är en enhjärtbladig växtart som beskrevs av Chong Keat Lim. Plagiostachys odorata ingår i släktet Plagiostachys och familjen Zingiberaceae. Inga underarter finns listade i Catalogue of Life.